# Júlio (mestre dos soldados)
Júlio (em latim: Iulius) foi um oficial romano do século IV, ativo durante o reinado dos imperadores Valentiniano I (r. 364–375), Valente (r. 364–378) e Graciano (r. 367–383).

## Vida
Júlio aparece pela primeira vez em 365, quando serviu como conde dos assuntos militares na Trácia. Nessa ocasião, foi convocado a Constantinopla por Procópio em decorrência de uma carta forjada e ele foi preso. Em circunstância desconhecidas, Júlio foi libertado e nomeado como homem claríssimo, conde e mestre dos soldados. Nessa posição, em 371, reconstruiu o forte de Umal Jibal, na Arábia e visitou em data incerta Libânio quando ele estava doente. Em 378, após a derrota imperial na Adrianópolis, massacrou todos os godos recém-alistados no exército oriental com autorização do senado de Constantinopla; em 379, a informação sobre o massacre chegou nos godos das províncias interioranas, o que levou alguns deles à revolta, especialmente na Ásia Menor. Os romanos reprimiram os revoltosos e massacraram os godos naqueles lugares, tanto inocentes como culpados.
Os autores da PIRT sugerem que Júlio pode ser associado ao oficial descrito como "homem claríssimo, conde e mestre" numa inscrição (AE 1908) em Quersoneso em Táurica. Ela foi feita durante o reinado conjunto de Valentiniano, Valente e Graciano (367/375) e o mandato de Domício Modesto como prefeito pretoriano do Oriente (369/377). Nela se registra operações de construção por uma unidade militar, os "seniores balistários", que talvez podem ser associados aos "balistários seniores", uma legião comitatense sob o mestre dos soldados do Oriente. Também há uma referência nas Orações de Temístio para um general de Valente que atuou no Cáucaso e provavelmente essa referência esteja associado e esse oficial.